# Lake (île de Wight)
Pour les articles homonymes, voir Lake.
Lake est un village et une paroisse civile de l’île de Wight, en Angleterre.